# Acinula
Acinula är ett släkte av svampar. Acinula ingår i divisionen sporsäcksvampar och riket svampar.